# موسولینی: داستان ناگفته
موسولینی: داستان ناگفته (انگلیسی: Mussolini: The Untold Story) یک فیلم درام مستند تلویزیونی است که در نوامبر ۱۹۸۵ منتشر شد. این مجموعه پیدایش، حکومت و سقوط دیکتاتور ایتالیایی بنیتو موسولینی را به تصویر می‌کشد. بازیگری موسولینی را هم جرج سی. اسکات بر عهده داشته‌است.